# Технологический университет имени Амира Кабира
Технологический университет имени Амира Кабира (перс. دانشگاه صنعتی امیرکبیر‎) — государственное высшее учебное заведение в Иране, учебный и научно-исследовательский центр в области инженерии и физических наук. Старейшее и одно из самых престижных технических учебных заведений Ирана. Расположен в городе Тегеран.

## История
Ядро университета было сформировано в то время под названием Тегеранский политехнический институт с целью расширения деятельности двух технических институтов: Инженерно-строительного института и Высшего художественного центра. После того, как Хабиб Нафиси, основатель Тегеранского политехнического института, доктор Абеди стал президентом университета на несколько месяцев, пока доктор Мохаммад Али Моджтахеди, директор известной средней школы Альборз, не был назначен президентом университета в начале 1963 года. . Среди достижений доктора Моджтахеди - строительство центрального амфитеатра, столовой и спортивной площадки, а также различных факультетских зданий.

## Общие сведения
Основан в 1956 году Хабибом Нафиси по указу шаха Ирана Мохаммада Реза Пехлеви как Тегеранский политехнический институт по образу и подобию Ста́нфордского университета.
Первоначально в университете, созданном на базе Тегеранского инженерно-строительного института и Высших индустриальных курсов, было пять факультетов — дорожно-строительный, машиностроительный, текстильной инженерии, химических технологий и электротехнический.
В 1963 году Мохаммад Реза Пехлеви назначил известного учёного и организатора науки Мохаммада Али Моджтахеди ректором Тегеранского Политеха.
В 1956—1978 годах к действующим факультетам Университета добавились:
- Факультет технологии, который составлял ядро Тегеранского Политеха и включал 6 кафедр: электроники и электротехники, химической и нефтехимической промышленности, полимеров и текстиля, машиностроения, горного дела и промышленного строительства.
- Факультет подготовки учителей науки и техники, созданный в сотрудничестве с Министерством образования.
- Факультет фундаментальных и компьютерных наук.
- Институт последипломного образования и научных исследований.
- В 1977 году Политеху была передана Высшая школа гражданского строительства[1].

Студенческая молодёжь Тегеранского политехнического института сыграла активную роль в победе Исламской революции в Иране в 1979 году, после которой Политех получил статус университета и имя Амира Кабира, сменил название на Технологический университет имени Амира Кабира.
В 1980 году Высшая школа гражданского строительства была выведена из состава университета им. Амира Кабира и передана Технологическому университету им. Насир ад-Дина Туси. В 1989—1996 годах в университете открылись шесть новых факультетов.
Университет стал местом официального открытия Ассоциации горной инженерии Ирана в 2002 году.
В настоящее время[когда?] в состав Университет входят 16 факультетов, 3 филиала — в Бендер-Аббасе, Бендер-Махшехре и Гермсаре, один Международный кампус и один НИЦ электроники.
В 2015—2016 учебном году в университете обучались более 13 000 студентов, в том числе 5 514 бакалавров, 6 361 магистров, 1 718 докторантов. Университет активно развивает международное сотрудничество в области студенческих обменов с Бирмингемским университетом.

## Кампусы

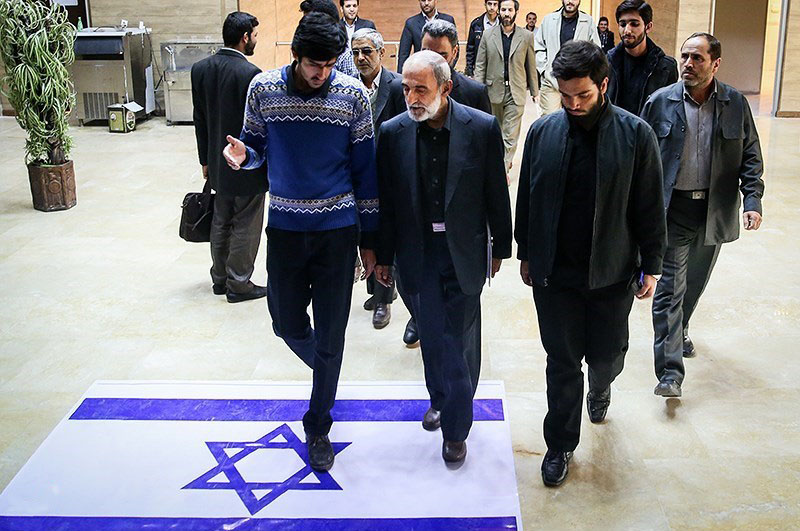
Хоссейн Шариатмадари, редактор иранской газеты «Кайхан», наступает на израильский флаг в Технологическом университете имени Амира Кабира (2015)

### Тегеран
Главный кампус Технологического университета Амиркабир находится в Тегеране, Иран. Он расположен недалеко от перекрестка Вали Аср, на пересечении улиц Энгелаб и Вали Аср, в самом центре Тегерана. Многие студенты добираются до AUT на метро со станции Vali Asr .

### Махшар
Кампус Махшар AUT был построен в провинции Хузестан в 2001 году с целью установления тесного сотрудничества с национальной компанией нефтяной промышленности.

### Бандар-Аббас
Кампус AUT в Бандар-Аббасе был основан в провинции Хормозган, которая является центром морской промышленности Ирана.

### Гармсар
Кампус Garmsar AUT был построен в провинции Семнан, чтобы установить тесное сотрудничество и расстояние с главным кампусом в Тегеране.

## Библиотека
Библиотека и центр документации в AUT, крупнейшей технической и инженерной библиотеке в столице Ирана, является одной из самых богатых академических библиотек в технической и инженерной области в регионе. Библиотека включает в себя центральную библиотеку и 16 вспомогательных библиотек в Тегеране и Бендер-Аббасе. В библиотеке хранится около 5 миллионов книг.

## Департаменты
AUT имеет 16 кафедр, включая «менеджмент, науку и технологии», электротехнику, биомедицинскую инженерию, полимерную инженерию, математику и информатику, химическую инженерию, промышленную инженерию, гражданскую и экологическую инженерию, физику и энергетику, компьютерные и информационные технологии, машиностроение., горное и металлургическое машиностроение, текстильное машиностроение, нефтяное машиностроение, кораблестроение и аэрокосмическая техника. У AUT есть три образовательных центра в Гармсаре, Бандар-Аббасе и Махшаре.